# Magiel towarzyski
Magiel towarzyski – program telewizyjny, ukazujący się na antenie TVN Style od 2006 do 2017 roku.
Para dziennikarzy: Karolina Korwin Piotrowska i (do czerwca 2014) Tomasz Kin dokonywała subiektywnego przeglądu i oceny polskiej branży rozrywkowej, świata polityki i mediów.
W programie gospodarze „Magla towarzyskiego” przeglądali kolorową prasę, przyznawali klapy i klasy tygodnia oraz rozmawiali ze znanymi osobami z polskiego show-biznesu. Stałym punktem magazynu był również buduar, czyli artykuły z czasopism zarówno polskich, jak i zagranicznych.

## Emisja
"Magiel towarzyski” był emitowany codziennie o różnych porach. Premiera magazynu odbywała się w każdą sobotę o godzinie 22.30.